# پسر سرباز (فیلم)
پسر سرباز (روسی: Солдатик) به کارگردانی ( Viktoria Fanasiutina ) که در ایران با نام کوچک‌ترین سرباز دوبله شده است فیلمی روسی زبان محصول سال ۲۰۱۹ است. این فیلم بر اساس داستان واقعی جوانترین سرباز جنگ جهانی دوم، (سرگئی آلشکوف) ساخته شده است.

## خلاصه فیلم
داستان فیلم روایتگر پسر کوچک خانواده ای ۳ نفره به نام (سرگئی آلشکوف) می‌باشد، این پسر با خانواده اش در یکی از روستاهای مرزی روسیه زندگی می‌کردند که روزی هواپیماهای آلمانی (نازی‌ها) به آن روستا حمله می‌کنند و در اثر این حمله، خانواده سرگئی کشته می‌شوند و سرگئی پس از چند روز آوارگی در جنگل سر از خط مقدم جبهه درمی‌آورد و عضو ارتش می‌شود …